# Philodina vorax
Philodina vorax är en hjuldjursart som först beskrevs av Oliver Erichson Janson 1893.  Philodina vorax ingår i släktet Philodina och familjen Philodinidae. Arten är reproducerande i Sverige. Inga underarter finns listade i Catalogue of Life.